# فرانسوا دوفال
فرانسوا دوفال مواليد 18 نوفمبر 1980، هو سائق راليات بلجيكي بدأ مسيرته في سنة 2000. كان أول رالي له هو رالي البرتغال 2001. تنافس في بطولة العالم للراليات. نافس في بطولة رالي كروس العالمية. فاز بـ سباق رالي واحد. صعد على المنصة 14 مرة خلال مسيرته.

## سجل الفوز
| الرقم | الحدث         | الموسم                          |
| ----- | ------------- | ------------------------------- |
| 1     | رالي أستراليا | بطولة العالم للراليات موسم 2005 |

## فرق مثلها
- فريق فورد للراليات

## وصلات خارجية
- فرانسوا دوفال على موقع DriverDB.com (الإنجليزية)
- فرانسوا دوفال على موقع Rallye-info.com (الإنجليزية)
- فرانسوا دوفال على موقع eWRC-results.com (الإنجليزية)

- http://www.fduval.com/